# Karl Theodor von Thurn und Taxis
Karl Theodor von Thurn und Taxis (* 17. Juli 1797 in Prag; † 21. Juni 1868 in München) war ein bayerischer General der Kavallerie aus der böhmischen Linie des Hauses Thurn und Taxis.

## Leben

### Herkunft
Er war der vierte Sohn von Prinz Maximilian Joseph von Thurn und Taxis und der Maria Eleonore Prinzessin von Lobkowitz (1770–1834). Einjährig erhielt er durch seinen Taufpaten, dem Kurfürsten Karl Theodor von Bayern, am 3. Juni 1798 die Inhaberschaft über das familieneigene Dragonerregiment „Taxis“ übertragen.

### Militärkarriere
Prinz Karl Theodor trat am 8. September 1814 beim Chevauxlegers-Regiment Nr. 4 „König“ in Augsburg in die bayrische Armee ein. Zu Beginn des Feldzuges von 1815 trat er als Adjutant im Hauptquartier des Fürsten von Wrede ein. 1830 stieg er zum Generalmajor und 1838 zum Generalleutnant auf. Am 31. März 1848 übernahm er die 4. Division, welche den Aufstand in der Pfalz auf der Grundlage der preußischen Kämpfe beendete. niederschlug. Es gelang Karl Theodor durch energisches Auftreten die Ruhe und Ordnung wiederherzustellen. 
Am 20. November 1848 wurde er zum Kommandanten des II. Bayerischen Armee-Korps ernannt. Das westfränkische Korps unter seinem Oberkommando hatte am 18. Juni 1849 mit 9.500 Mann die Grenze der Rheinpfalz bei Oppenheim vollständig überschritten, nachdem sie den Einmarsch am 16. Juni begonnen hatte. Während des Gefechts von Ludwigshafen am 19. Juni rückten bayrische Truppen in das zerstörte Ludwigshafen ein. Er erhielt am 6. August 1850 von König Maximilian II. die Beförderung zum General der Kavallerie.
Im Spätherbst 1850 marschierte er an der Spitze der Bundestruppen in Kurhessen ein und bemühte sich um den Erhalt des Friedens. Am 9. Februar 1851 wurde er vom König wegen seiner Verdienste zum königlichen Reichsrat auf Lebenszeit berufen. Anfang 1851 übergab er das II. Korps an Generalleutnant von Gumpenberg und übernahm selbst bis 1855 das Kommando über das I. Armee-Korps. Obwohl bereits kränklich wurde der Siebzigjährige beim Ausbruch des Deutschen Krieges im Juni 1866 mit einem Kommando im Verband des VII. Bundeskorps unter Prinz Karl von Bayern ernannt. Während der Schlacht bei Kissingen befehligte er 3.900 Bayern mit 13 Geschützen im Abschnitt bei Hammelburg. Es gelang ihm die angreifende preußische Division von Beyer (11.000 Mann mit 30 Geschütze) fünf Stunden lang aufzuhalten, bevor er seine Truppen nach dem Zusammenbruch der Division Zoller bei Kissingen zurückziehen musste. Danach vom Dienst verabschiedet, verstarb Karl Theodor 1868 in München, wo er auch beigesetzt wurde.

## Ehrungen
unvollständig
- 1837: Großkreuz des Hausordens vom Weißen Falken[1]

## Ehe und Nachkommen
Aus seiner Ehe mit Juliane Caroline Gräfin von Einsiedel, Tochter des Diplomaten Karl von Einsiedel, wurde ihm vier Kinder geboren. Neben drei Töchtern, ging aus der Ehe Prinz Maximilian Friedrich (1831–1890) hervor, der mit Amélie Eugénie de Tascher de la Pagerie (1839–1905) verheiratet war und sieben Kinder hatte.